# Zalewsze
Zalewsze [pronunciación en polaco: /zaˈlɛfʂɛ/] es un pueblo ubicado en el distrito administrativo de Gmina Kodeń, dentro del Distrito de Biała Podlaska, Voivodato de Lublin, en Polonia oriental, cercano a la frontera con Bielorrusia. Se encuentra aproximadamente a 6 kilómetros al sur de Kodeń, a 38 kilómetros al sureste de Białun Podlaska, y a 99 kilómetros al noreste de la capital regional Lublin.
El pueblo tiene una población de 17 habitantes.